# Mistrovství světa v zápasu řecko-římském 1973
Mistrovství světa v zápasu řecko-římském proběhlo v Teheránu, Írán v roce 1973. 

## Výsledky
| Kategorie | Zlato               | Stříbro            | Bronz                |
| --------- | ------------------- | ------------------ | -------------------- |
| 48 kg     | Vladimir Zubkov     | Ryszard Świerad    | Ferenc Seres         |
| 52 kg     | Nicu Gângă          | Jan Michalik       | Rahím Alíabádí       |
| 57 kg     | Józef Lipień        | Rustam Kazakov     | Christo Trajkov      |
| 62 kg     | Kazimierz Lipień    | Anatolij Kavkajev  | László Réczi         |
| 68 kg     | Šamil Chisamutdinov | Sreten Damjanović  | Heinz-Helmut Wehling |
| 74 kg     | Ivan Kolev          | Jan Karlsson       | Klaus-Peter Göpfert  |
| 82 kg     | Leonid Liberman     | Milan Nenadić      | Miroslav Janota      |
| 90 kg     | Valerij Rezancev    | Czesław Kwieciński | Stojan Nikolov       |
| 100 kg    | Nikolaj Balbošin    | Kamen Goranov      | Andrzej Skrzydlewski |
| +100 kg   | Aleksandar Tomov    | Petr Kment         | Šota Morchiladze     |